# یورکیز ناب، کوئینزلند
یورکیز ناب (به انگلیسی: Yorkeys Knob) یک حومه شهر در استرالیا است که در کوئینزلند واقع شده‌است.